# E-lärande
E-lärande (av engelskans e-learning, "elektroniskt lärande") är en metod för att med hjälp av datorer och kommunikationsteknik förstärka lärandet och göra det mer effektivt. E-lärande används ofta i distansutbildning. Metoden slog igenom i Sverige mot slutet av 1990-talet och har sedan dess blivit en vanligt förekommande utbildningsmetod inom såväl företag som skola.
E-lärande möjliggör ofta en kombination av foto, grafik, video, text och ljud. Användaren studerar materialet och genomför typiskt olika övningar i form av uppgift- och problemlösning som efterliknar eller speglar den aktivitet som avsedda färdigheter tränas för.
Innehållet görs ibland tillgängligt över Internet eller andra nätverk samtidigt som användaren kör materialet (så kallat "online"). I andra fall distribueras materialet innan programkörningen sker (så kallat "offline"), exempelvis genom att först ladda ned en applikation till datorn. De båda fallen kan ha sina respektive för- och nackdelar. I vissa fall krävs internetuppkoppling för att möjliggöra körningen – i andra fall kan programkörning ske utan sådant krav.
E-lärande distribueras ibland via en lärplattform/LMS som också organiserar kommunikation, innehåll, uppgifter och utvärdering. Lärplattformar kan ge både den studerande och läraren/föreläsaren en möjlighet till direkt uppföljning av utbildningen. Ytterligare en fördel som kan lyftas fram är att det digitala formatet skapar en möjlighet för plattformar utveckla ett automatiserat adaptivt lärande där innehållet, metoden och instuderingstakten justeras efter användaren.

## Effektivitet
Många studier visar att e-lärande, likt andra medium, generellt sett är lika effektivt för lärandet som traditionell undervisning. Det är inte vilket medium som används, snarare är det instruktionsmetoden som styr huruvida det är effektivt eller ej.
Visst e-lärande kritiseras dock ibland för att vara ineffektivt genom försök att skapa engagerande e-lärande med hjälp av icke-väsentligt innehåll eller funktioner – till skillnad från att utforma material och aktiviteter så att det motiverar användaren till själva lärandet av vad som avses läras. Visst e-lärande kritiseras också för att styras av tekniska innovationer, istället för att nyttja kända metoder för hur lärandet uppstår. Ytterligare en kritisk aspekt är förekomsten av e-lärande i situationer där undervisning inte är en fungerande metod. Det är dock inte unikt för e-lärande, snarare generellt för undervisning och lärandet som fenomen.

## Omvänt klassrum
Omvänt klassrum, eller det flippade klassrummet, är en form av blandat lärande med stark tonvikt på användning av digitala verktyg. Modellen innebär att lärare ger webbaserade genomgångar som hemläxa istället för den traditionella föreläsningen i klassrummet, i syfte att skapa tid och utrymme i klassrummet för mer laborativt arbete.

## E-lärande under Covid-19-pandemin
Under Covid-19-pandemin tvingades många skolor stänga och ställa om från undervisning i fysiska klassrum till distansundervisning med hjälp av digitala redskap. En svensk undersökning visade att en fjärdedel av alla svenska internetanvändare hade deltagit i digital distansundervisning som egentligen var avsedd att ske i ett fysiskt klassrum eller motsvarande under 2020.